# Cliff Koroll
Clifford Eugene „Cliff“ Koroll (* 1. Oktober 1946 in Canora, Saskatchewan) ist ein ehemaliger kanadischer Eishockeyspieler und -trainer, der im Verlauf seiner aktiven Karriere zwischen 1965 und 1980 unter anderem 899 Spiele für die Chicago Black Hawks in der National Hockey League auf der Position des rechten Flügelstürmers bestritten hat. Darüber hinaus fungierte er bei selbigem Klub zwischen 1980 und 1987 als Assistenztrainer.

## Karriere
Koroll verbrachte seine Juniorenzeit zwischen 1965 und 1968 an der University of Denver, wo er parallel zu seinem Studium für das Eishockeyteam der Universität in der Western Collegiate Hockey Association, einer Division im Spielbetrieb der National Collegiate Athletic Association, spielte. Eines seiner Teammitglieder war Keith Magnuson, mit dem er bis zu dessen Unfalltod im Oktober 2003 eng befreundet war. In seinen drei Jahren an der Universität absolvierte der gebürtige Kanadier 91 Partien und erreichte dabei 108 Scorerpunkte. Zudem gewann er zwei Divisionsmeisterschaften mit dem Team und erhielt außerdem im Jahr 1968 eine Nominierung für das Second All-Star Team.
Sein erstes Jahr im Profibereich verbrachte der Stürmer in der Saison 1968/69 bei den Dallas Black Hawks in der Central Hockey League, von wo aus er zur folgenden Spielzeit – gemeinsam mit Magnuson – den Sprung in den Kader der Chicago Black Hawks aus der National Hockey League schaffte. Koroll ersetzte dort den in der Saisonvorbereitung zurückgetretenen Kenny Wharram auf der rechten Flügelposition an der Seite von Stan Mikita und Dennis Hull. An deren Seite entwickelte sich Koroll im Verlauf der 1970er-Jahre zu einem Fixpunkt im Kader der Black Hawks. Nachdem er in seiner Rookiespielzeit bereits 37 Punkte erzielt hatte, steigerte er sich bis 1975 auf einen Karrierebestwert von 59. In den Jahren 1971 und 1973 erreichte er mit dem Team jeweils das Finale um den Stanley Cup, wo die Black Hawks aber jeweils die unterlegene Mannschaft waren. Insgesamt absolvierte Koroll bis zum Ende der Saison 1979/80 elf Spielzeiten im Trikot des Franchises aus Chicago, in denen er sechsmal 20 oder mehr Tore erzielte. Da sich die Black Hawks im Verlauf des Spieljahres 1979/80 im Umbruch befanden und den Kader verjüngten, bestritt der Angreifer lediglich 47 Spiele und beendete im Sommer 1980 im Alter von 33 Jahren seine aktive Karriere.
Da sein langjähriger Weggefährte Keith Magnuson zur Saison 1980/81 den Posten des Cheftrainers der Chicago Black Hawks übernahm, erhielt Koroll im Anschluss an seinen Rücktritt vom aktiven Sport eine Anstellung als Assistenztrainer bei seinem Ex-Team. Diesen Posten füllte er bis zum Ende der Spielzeit 1986/87 aus. Diese sieben Jahre waren lediglich von einem kurzen Intermezzo als Cheftrainer der Milwaukee Admirals aus der International Hockey League in der Saison 1984/85 unterbrochen, wo er aufgrund von Erfolglosigkeit schon im Saisonverlauf durch Jim Pappin ersetzt wurde. In der Folge an seine Trainertätigkeit waren Koroll und Magnuson mit dem Aufbau einer Alumni-Abteilung im Franchise der Chicago Blackhawks betreut, deren Präsident Koroll ist. Zwischen 2006 und 2015 wurde er in die Eishockey-Ruhmeshallen seiner Alma Mater der University of Denver und des Bundesstaates Illinois sowie der Sport-Ruhmeshalle seiner Heimatprovinz Saskatchewan aufgenommen.

## Erfolge und Auszeichnungen
- 1966 MacNaughton-Cup-Gewinn mit der University of Denver
- 1968 MacNaughton-Cup-Gewinn mit der University of Denver
- 1968 WCHA Second All-Star Team

## Karrierestatistik
(Legende zur Spielerstatistik: Sp oder GP = absolvierte Spiele; T oder G = erzielte Tore; V oder A = erzielte Assists; Pkt oder Pts = erzielte Scorerpunkte; SM oder PIM = erhaltene Strafminuten; +/− = Plus/Minus-Bilanz; PP = erzielte Überzahltore; SH = erzielte Unterzahltore; GW = erzielte Siegtore; 1 Play-downs/Relegation; Kursiv: Statistik nicht vollständig)